# NGC 1821
NGC 1821 is een onregelmatig sterrenstelsel in het sterrenbeeld Haas. Het hemelobject werd in 1886 ontdekt door de Amerikaanse astronoom Francis Preserved Leavenworth.

## Synoniemen
- MCG -3-14-7
- IRAS 05095-1511
- PGC 16898